# ترجة

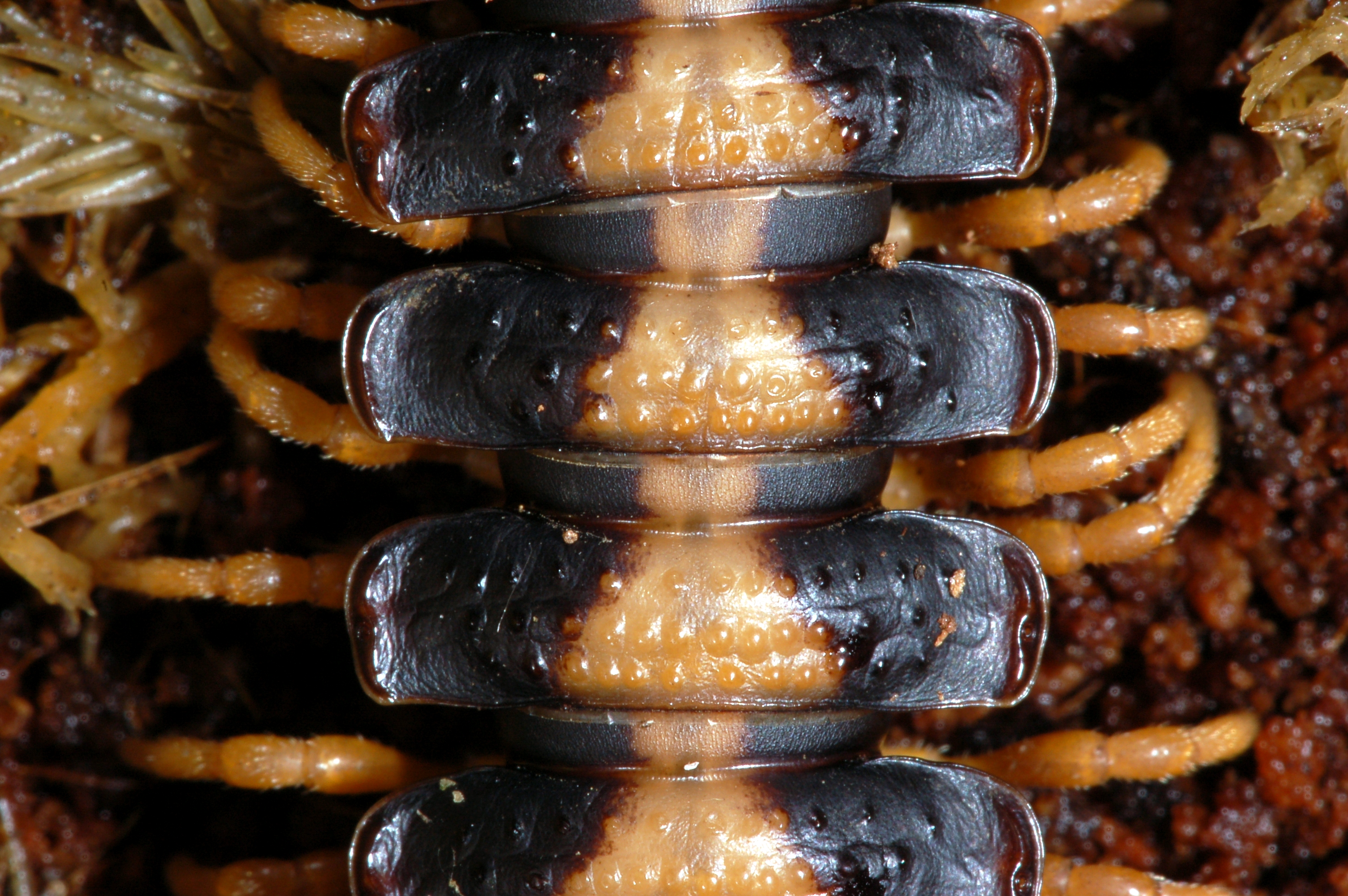
ترجيتات (مع بارانوتا جانبية) خاصة بالحريشات من رتبة متعددة الأربطة.

الترجة أو الدرقة أو ظهر أو ترجيتة (بالإنجليزية: Tergum)‏ وتعني باللاتينية الظهر، هي الجزء الظهري العلوي من مفصلي الأرجل الذي لا يشمل الرأس. تسمى حافتة الأمامية «بالقاعدة» والحافة الخلفية «بالقمة» أو «الهامش». يمكن أن تُقسم الترجة إلى صفائح متصلبة أو صليبات يُشار إليها في العادة بالترجيتات.
في المقطع الصدري على سبيل المثال، يمكن أن تُقسم الترجة إلى ظهر [الإنجليزية] أمامي ودريعة خلفية. تُعرف الامتدادات الجانبية للترجيتة بالبارانوتا (باليونانية «إلى جانب الظهر») أو كارينا (باليونانية العارضة)، ومن الأمثلة عليها الحريشات مسطحة الظهر من رتبة متعددة الأربطة.
تملك متحركات الخطم صفيحات ترجية وقصية كذلك، لكنها ليست متماثلة مع تلك الخاصة بمفصليات الأرجل.
التيرجو-الترجي هو آلية صرصرة [الإنجليزية] يتم فيها فرك أشواك دقيقة في الترجيتات البطنية مع بعضها البعض لإصدار الصوت، وتُعرف هذه العملية بالتداخل البطني .

## معرض صور

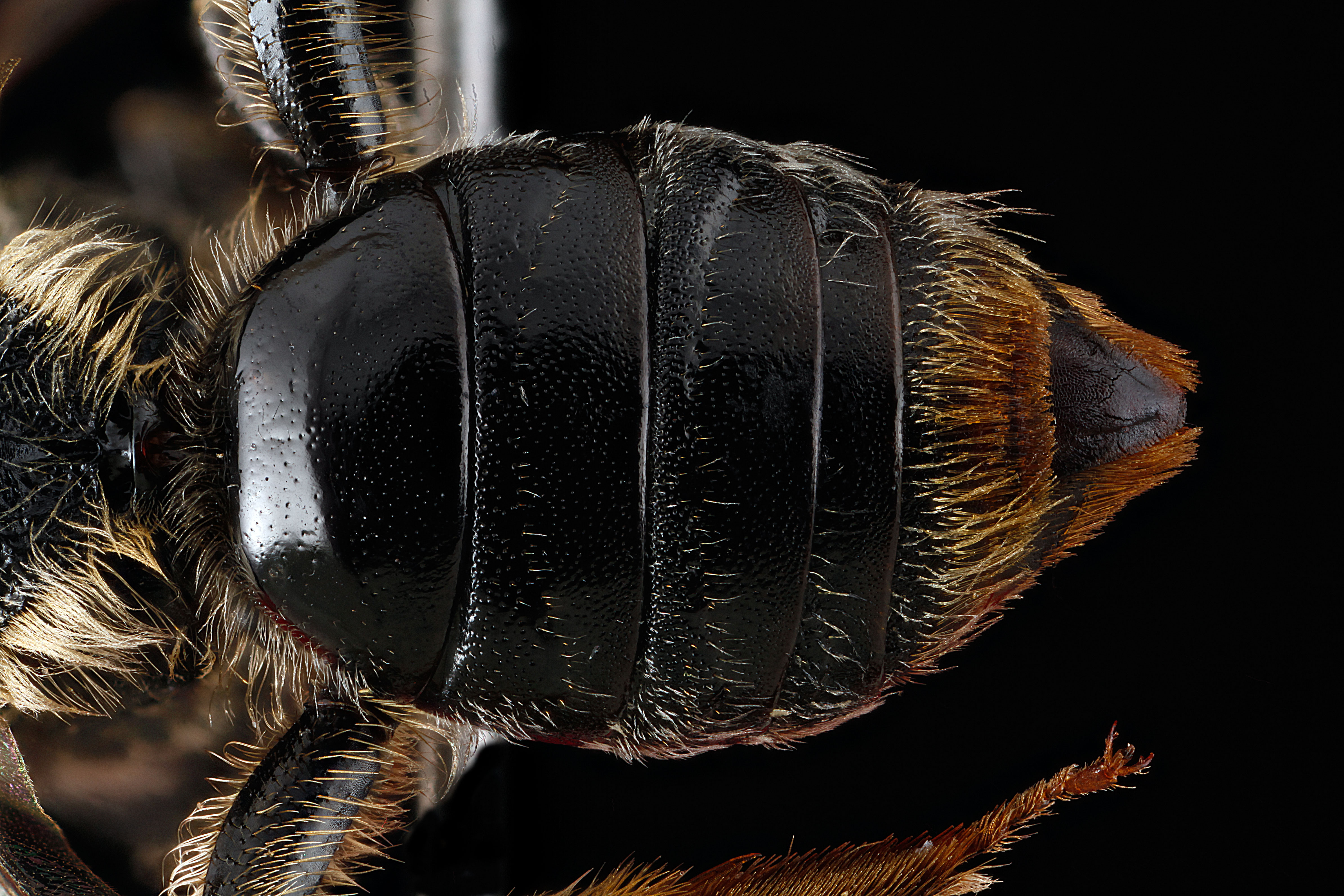
ترجة بطنية (مقسمة لعدة ترجيتات) خاصة بنحلة.
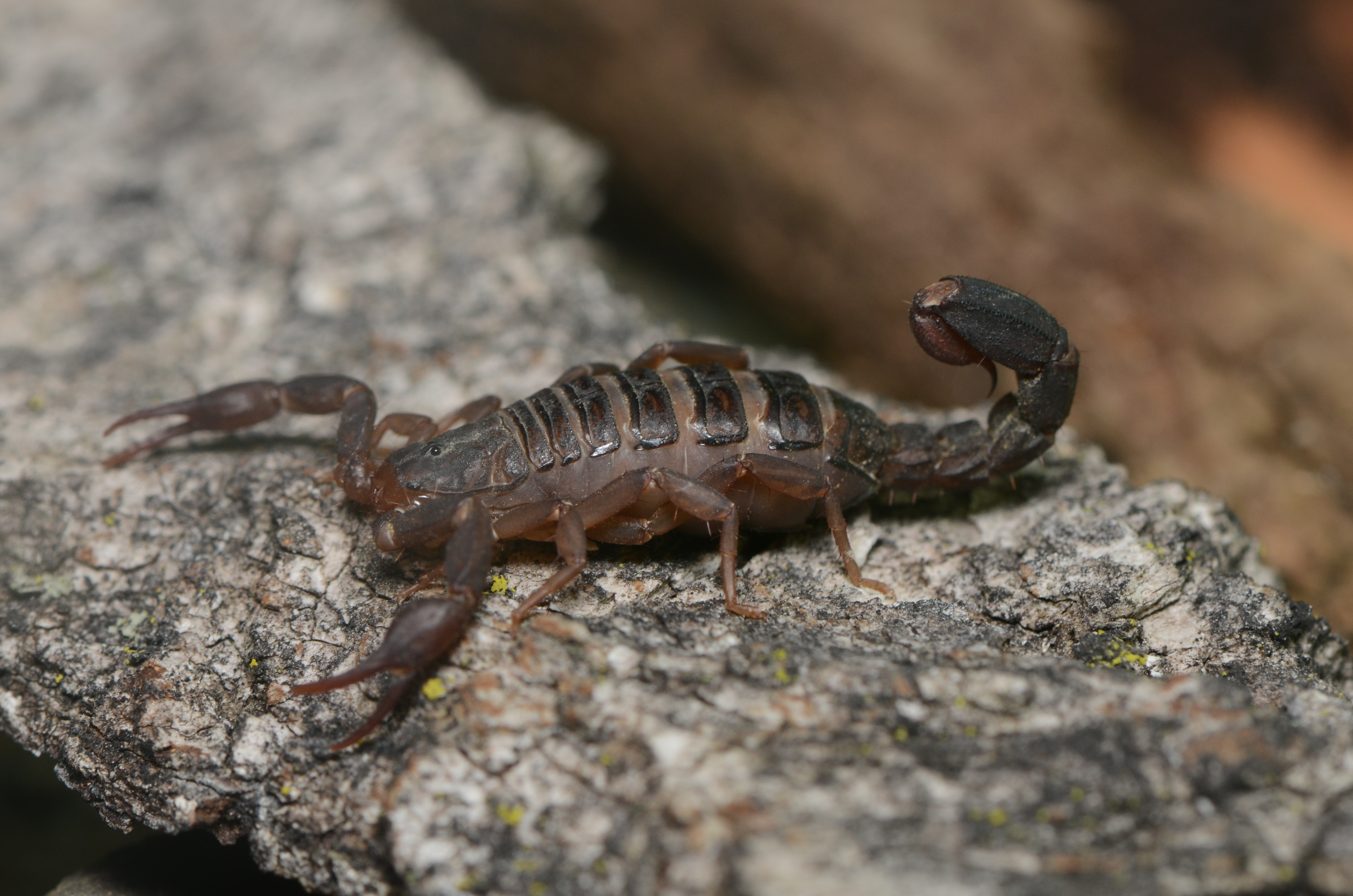
سبع صليبات ظاهرة بوضوح على ظهر عقرب حامل.
ترجيتات الدبور هي التوصيف 19.